# Joseph William Schmitt

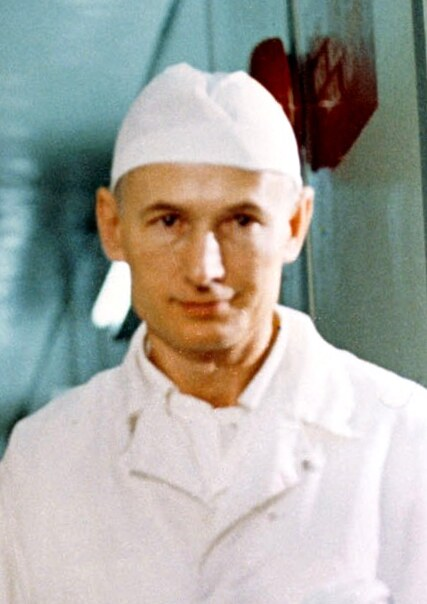
Joseph W. Schmitt (1962)

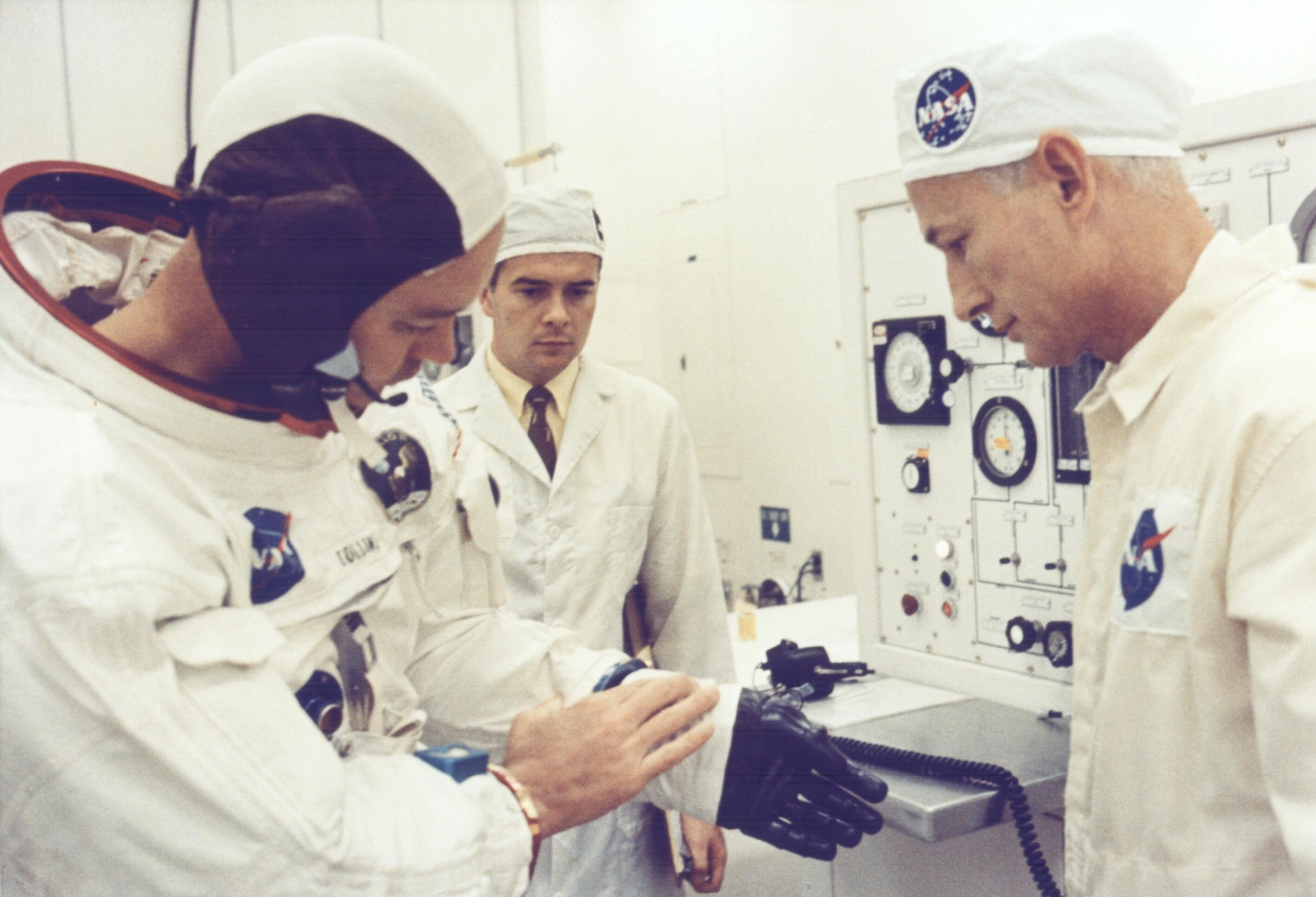
Michael Collins und Joseph W. Schmitt (1969, bei den Vorbereitungen für Apollo 11)

Joseph W. Schmitt (* 2. Januar 1916 in O’Fallon (Illinois), Illinois, USA; † 25. September 2017 in Friendswood, Texas, USA) war Raumanzugtechniker für das bemannte Raumfahrtprogramm der NASA in den 1960er und 1970er Jahren. Als Anzugtechniker stand er den Astronauten nahe und war meist der letzte, der vor ihrer Mission direkten Kontakt zu ihnen hatte. Schmitt war bereits für Alan Shepard bei seinem Start im Mercury-Programm zuständig und arbeitete weiter an den Programmen Gemini, Apollo und Skylab und beendete seine Karriere in der Frühphase des Space-Shuttle-Programms. Aufgrund seiner Anwesenheit in der Endphase der Vorbereitung dieser Raumfahrtmissionen wurde Schmitt in vielen Fotografien dargestellt, was zu seiner Aufnahme in zwei Arbeiten zu diesem Thema von Norman Rockwell führte.

## Leben

### Jugend und Ausbildung
Joseph William Schmitt wurde am 2. Januar 1916 in O’Fallon, Illinois, USA, als Sohn von Benjamin Schmitt und Apollonia Berkel Schmitt geboren. Sein Vater, ein Marschall, wurde kurz nach Josephs Geburt im Dienst getötet.
In den 1930er Jahren trat Joseph dem United States Army Air Corps bei und wurde Flugzeugmechaniker. Bald erschien ihm diese Arbeit nicht mehr interessant genug, weshalb er sich für das Aufriggen von Fallschirmen und das Reparieren von Flugbekleidung umschulen ließ. Als er 1939 die Armee verließ, trat er als Flugzeugmechaniker in das National Advisory Committee for Aeronautics ein. In dieser Funktion war Schmitt 1947 an Chuck Yeagers Flug beteiligt, der die Schallmauer durchbrach.

### NASA-Spezialist
Als die NASA ihr bemanntes Raumfahrtprogramm begann, wurde Schmitt aufgrund seiner Erfahrung zum Ausrüstungsspezialisten ernannt und arbeitete mit den Fluganzügen der Astronauten. 1958 wurde Schmitt Chef-Raumanzugtechniker der NASA und entwickelte zusammen mit B.F. Goodrich einen funktionsfähigen Raumanzug. Nach den Programmen Merkur und Gemini half Schmitt bei der Entwicklung der Anzüge, die Astronauten auf dem Mond während des Apollo-Programms trugen. Schmitt arbeitete durchgängig an den Apollo- und Skylab-Programmen mit sowie in der Frühphase des Space-Shuttle-Programms. 1983 ging er schließlich in den Ruhestand.
Kurz nach dem Ende der Merkurflüge erschien Schmitt im Mai 1963 in der amerikanischen Fernsehspielshow What’s My Line (ähnlich der deutschen Fernsehshow Was bin ich?). Die Spieler konnten seine genaue Rolle nicht erraten, es gelang ihnen aber zumindest festzustellen, dass er Teil des Raumfahrtprogramms war. 1965 malte Norman Rockwell ein Bild von Gus Grissom und John Watts Young, die sich für Gemini 3 bereit machten. Rockwell arbeitete nach Fotografien, auf denen Schmitt bei der Unterstützung von Young zu sehen war. Schmitt brachte auch einen Raumanzug in Rockwells Studio, um Rockwell bei den Details der Anzüge zu helfen.
Joseph W. Schmitt legte Neil Armstrong, Buzz Aldrin und Michael Collins vor dem Start von Apollo 11 die Raumanzüge an; er ist hierbei auch in dem Film Apollo 11 (2019) zu sehen.

### Privat
Schmitt heiratete 1939 Elizabeth Ann Rayfield. Er starb am 25. September 2017 in einem Pflegeheim in Friendswood, Texas, im Alter von 101 Jahren.